# 王ノ山鉱山
王ノ山鉱山（おうのやまこうざん）は鹿児島県湧水町に存在する鉱山。
この鉱山は２つの鉱区から成り立っており、旧王ノ山鉱山（鉱脈1本）と、新王ノ山鉱山（鉱脈3本）にわかれる。
旧王ノ山鉱山は三井金属鉱業により開発がされ、戦後既に閉山している。閉山は昭和48年（1973年）。
新王ノ山鉱山は平成5年～平成7年に国の鉱物精密調査地域にも指定され（北薩B地区）、ボーリング調査などの精密調査が行われたが、いまだ未開発であり、日本に残された最後の金鉱山とも言われる。
国立研究開発法人　産業技術総合研究所 地質調査総合センター
【北薩・串木野地域広域・精密調査の概要】参照
※北薩B地区が、新王ノ山鉱区にあたる。
https://www.gsj.jp/data/chishitsunews/04_07_03.pdf
＜参考＞ 　『日本金山誌 1 九州』（1989）所載の鹿児島県内金山一覧。原図は25,000分の1。
番号：42　鉱山名：王ノ山
番号：43　鉱山名：新王の山
https://www.sci.kagoshima-u.ac.jp/oyo/advanced/geology/gold.html

王ノ山鉱山（おうのやまこうざん）は、鹿児島県湧水町に存在する鉱山